# Mann beißt Hund (Album)
Mann beißt Hund ist das zweite Studioalbum des deutschen Rappers OG Keemo. Es erschien am 7. Januar 2022 über das Label Chimperator Productions.

## Titel und Veröffentlichung
Der Satz Mann beißt Hund ist ursprünglich Teil eines bekannten journalistischen Lehrsatzes. Nach diesem Satz, der Charles Anderson Dana zugesprochen wird, ist es eine Meldung wert, wenn ein Mann einen Hund beißt, nicht aber, wenn ein Hund einen Mann beißt. Außerdem gibt es einen belgischen Film aus dem Jahr 1992 mit dem gleichen Titel. Der Titel tauchte außerdem bereits in OG Keemos Song 55 – Interlude von seinem vorherigen Album Geist (2019) auf. Hier rappt er: „Mann beißt Hund, wo ich herkomm’“. In einem Interview auf die Bedeutung des Titels angesprochen, hielt sich OG Keemo bedeckt, verneinte aber, dass der journalistische Lehrsatz und der belgische Film die Hauptgründe für die Benennung des Albums waren. Stattdessen – so OG Keemo in einem Interview mit der Hip-Hop-Plattform Mostdope – käme die Inspiration für den Titel aus einem 2019 aufgenommenen Song OG Keemos namens Welt voller Hunde: „Im Endeffekt hat der es nie aufs Album geschafft. Ich glaub, das war ein bisschen der Anstoß. Wie so eine Art Konzept einfach“.
Das Album erschien am 7. Januar 2022 als CD sowie als Schallplatte. Eine neue Version der Schallplatte erschien am 24. Juni 2022.

## Inhalt und Form
Mann beißt Hund ist als Konzeptalbum aufgebaut. OG Keemo erzählt über 17 Tracks eine zusammenhängende Geschichte dreier Charaktere: Karim (OG Keemo selber), Malik und Yasha. Inhaltlich drehen sich die Songs um das Leben in Hochhaussiedlungen, inklusive Drogenhandel, Gewalt und Raub. OG Keemo hat in Interviews gesagt, dass die drei Charaktere halbfiktiv seien: Alle erzählten Geschichten seien zwar wahr, aber nicht drei bestimmten Personen passiert. Außerdem habe er Charakteristiken von echten Personen in bestimmten Charakteren gebündelt. Es gibt keine bestimmten personale Äquivalente für Malik und Yasha.
Die Songs erzählen die in Mainz spielende Geschichte der drei Charaktere. Karim kommt neu in die Wohnsiedlung und lernt erst Malik und dann Yasha kennen, die unter schwierigen Bedingungen im Block wohnen (Anfang). Trotz seiner anfänglichen Skepsis, Opfer eines Überfalls zu werden, freundet er sich mit den beiden an. Zusammen klauen sie einen Honda Civic (Civic) und philosophieren über Hunde (Hund Skit, Mann Skit). Karim erinnert sich an frühere Jahre (2009) und entfremdet sich über das Album zunehmend von Malik und Yasha (Petrichor), bis er endgültig die Wohnsiedlung verlässt (thematisiert in Töle). Dennoch plagen ihn Überlebensängste, da die restlichen Mitglieder seiner Clique den Absprung nicht geschafft haben und im Viertel verbleiben (Ende). Yasha begeht Suizid (Vögel). Malik ist enttäuscht über das Verhalten von Karim und wirft ihm vor, sein ehemaliges Leben in der Siedlung für Raptexte zu missbrauchen („Du machst Profit mit der Siedlung in der ich wirklich leb“). Karim solle nie wieder kommen. Schließlich bittet er seinen Freund jedoch um seine Rückkehr (Töle) und fragt verzweifelt, warum er ihn damals nicht mitgenommen habe, als er den Absprung geschafft hat.
Die Songs sind dabei aus verschiedenen Perspektiven geschrieben; Töle ist beispielsweise aus der Perspektive Maliks geschrieben, während der Song Vögel Yashas Perspektive einnimmt. Teilweise ist es auch unklar, aus welcher Perspektive erzählt wird. Perspektivwechsel dominieren das Album.
Zwischen den regulären Tracks finden sich auch immer wieder kurze Skits, die Dialoge der verschiedenen Charaktere enthalten. Die Skits wurden speziell für das Album produziert. Vielfach wurde das Album von Kritikern mit Hörspielen, Hörbüchern oder Filmen verglichen.
Das Album wurde komplett von OG Keemos langjährigem Freund und Produzenten Funkvater Frank produziert. Beim 14. Titel, Ziller, war zudem Minhtendo an der Produktion beteiligt.

## Musikstil
Die Instrumentals von Mann beißt Hund sind gekennzeichnet durch die vielfache Benutzung von verschiedenen, teilweise älteren Samples, Vinlyscratching und einzelnen Soundeffekten. Einige Tracks lassen sich klar dem Gangsta- und Battlerap zuordnen, darüber hinaus ist das Story-Telling eines der zentralen Stilmittel des Albums. Auf eingängige Refrains und Melodien wird weitgehend verzichtet.

## Titelliste
| Nr.          | Titel                       | Länge |
| ------------ | --------------------------- | ----- |
| 1.           | Anfang                      | 3:53  |
| 2.           | Civic                       | 2:16  |
| 3.           | Hund Skit                   | 1:10  |
| 4.           | Malik                       | 2:30  |
| 5.           | Big Boy                     | 3:48  |
| 6.           | Vertigo                     | 2:29  |
| 7.           | Mann Skit                   | 1:24  |
| 8.           | Suplex                      | 3:06  |
| 9.           | 2009                        | 2:12  |
| 10.          | Petrichor (feat. Sumpa)     | 2:08  |
| 11.          | Regen                       | 2:23  |
| 12.          | Sandmann                    | 3:05  |
| 13.          | Vögel                       | 6:30  |
| 14.          | Ziller (feat. Gianni Suave) | 2:21  |
| 15.          | Töle                        | 5:54  |
| 16.          | Blanko (feat. Kwam E)       | 2:32  |
| 17.          | Ende                        | 5:26  |
| Gesamtlänge: | Gesamtlänge:                | 53:14 |

## Rezeption

### Preise
Mann beißt Hund wurde bei den Hiphop.de Awards 2022 als „Bestes Album national“ ausgezeichnet. Eine Zeile, die sich auf dem Album befindenden Song Sandmann findet, wurde außerdem als beste Line des Jahres ausgezeichnet („N***a kommt und macht auf Intensivsträfling (okay) / Wo sein Körper war, ist jetzt ein Keith Haring“).

### Rezensionen
Das Album wurde sowohl in Musikmedien als auch in den etablierten Zeitungen breit rezipiert und allgemein hoch gelobt.
OG Keemo habe – so Sebastian Eder in der Frankfurter Allgemeinen Zeitung – „das beste Konzeptalbum vorgelegt, das in seinem Genre seit Lange erschienen ist“. Der Sound des Albums erinnere an die besten amerikanischen Hip-Hop-Alben der 1990er-Jahre. OG Keemo breche radikal mit der Eintönigkeit des Genre und glänze durch komplizierte Reimschemen und lyrische Kraft. Lennart Brauwers (Süddeutsche Zeitung) bezeichnet OG Keemo als „exzellente[n] Geschichtenerzähler“ und lobt die Produktion von Funkvater Frank, die im Vermischen von Trap-Drums mit alten Vinyl-Samples brilliere. Nicklas Baschek (Frankfurter Rundschau) lobt insbesondere die sprachliche Sensibilität, die Details und das Konzept des Albums und resümiert: „Aber dieses Album hält auch den Close Readings stand. Eine Musik, die schwer wiegt. Ein Text, der noch lange hält“. Für Florian Düker (laut.de) spielen OG Keemo und Funkvater Frank seit dem Album in ihrer eigenen Liga, es mangele ihnen – national gesehen – an ernstzunehmender Konkurrenz. Er lobt insbesondere die Authentizität der Geschichte und die Produktion von Funkvater Frank. „Nüchtern betrachtet“ sei Mann beißt Hund „ein Meisterwerk. Weniger nüchtern betrachtet und ohne den notwendigen Abstand könnte man sich sogar dazu hinreißen lassen“, Mann beißt Hund zu einem der besten deutschsprachigen Hip-Hop-Alben der letzten 20 Jahre zu küren. Der Rezensent vergab 5 von 5 Sternen. Falk Schacht vergleicht Mann beißt Hund mit einem Filmtrack, dessen Regisseur OG Keemo sei. Er lobt die Fähigkeit zum Storytelling, lobt die Raptechnik von OG Keemo und die Produktion. Das Album war für Schacht bereits im Januar 2022 ein „Album des Jahres“, das den Rest von Deutschrap dagegen schon „ein bisschen uncool“ aussehen lasse. Ellen Köhlings und Pete Lilly von Cosmo nennen Mann beißt Hund ein „audio-cineastisches Spektakel“, das die Hörer mit „markerschütternden Timbre und lyrischer Bildgewalt in seine Welt“ ziehe. Das Album erinnere an Kendrick Lamar und The Notorious B.I.G.
Selbst der amerikanische Musikkritiker und Youtuber Anthony Fantano schenkte OG Keemos Album eine kurze Beachtung, wenngleich eine Bewertung der Delivery und der Vocals aufgrund der Sprachbarriere für ihn schwierig sei.

### Charts und Chartplatzierungen
Mann beißt Hund stieg am 14. Januar 2022 auf Platz zwei in die deutschen Albumcharts ein. Das Album platzierte sich zwei Wochen in den Top 10 und acht Wochen in den Top 100. Darüber hinaus belegte das Album die Chartspitze der Hip-Hop-Charts. In der Schweizer Hitparade erreichte das Album am 16. Januar 2022 Rang zwölf und konnte sich drei Wochen in den Charts halten. Am 18. Januar 2022 stieg das Album in den Ö3 Austria Top 40 auf Position 13 ein und war für drei Wochen in der Hitparade vertreten.
| ChartsChartplatzierungen | Höchstplatzierung | Wochen |
| ------------------------ | ----------------- | ------ |
| Deutschland (GfK)        | 2 (8 Wo.)         | 8      |
| Österreich (Ö3)          | 13 (3 Wo.)        | 3      |
| Schweiz (IFPI)           | 12 (3 Wo.)        | 3      |

| ChartsJahrescharts (2022) | Platzierung |
| ------------------------- | ----------- |
| Deutschland (GfK)         | 70          |